# La faute à Fidel!
La faute à Fidel!, titulada La culpa es de Fidel en Argentina y La culpa la tiene Fidel en España y resto de Hispanoamérica, es una película franco-italiana de 2006 dirigida por Julie Gavras. El filme es una adaptación de la novela Tutta colpa di Fidel de la escritora italiana Domitilla Calamai.

## Resumen del argumento
La película se centra en la historia de Anna de la Mesa (Nina Kervel-Bey), una niña de 9 años que tiene que enfrentar duros cambios en su estilo de vida cuando sus padres se convierten en activistas radicales en París en 1970. Su padre, el abogado español Fernando (Stefano Accorsi), es inspirado por la oposición de su familia al régimen de Francisco Franco y por la victoria de Salvador Allende, por lo que decide renunciar a su trabajo y se dedica a organizar activistas para la causa chilena en Francia. Su madre (Julie Depardieu) es una escritora para Marie Claire, pero también documenta historias de mujeres que han abortado voluntariamente. Debido al cambio ideológico de sus padres, el estilo de vida burgués de la familia desaparece, por lo que Anna tiene que ajustarse a tener niñeras extranjeras, a la comida extraña y a un apartamento lleno de revolucionarios.
La película trata de la  dificultosa asimilación por parte de los niños de las complejidades políticas e ideológicas y de la tensión entre el rol de madre o padre y el de militante. A su vez, puede rastrearse cierto contenido autobiográfico. El padre de la directora, Costa-Gavras es un Director y Guionista con gran trayectoria en el cine de denuncia social y política.  